# Saïx
Saïx – miejscowość i gmina we Francji, w regionie Oksytania, w departamencie Tarn.
Według danych na rok 1990 gminę zamieszkiwało 2900 osób, a gęstość zaludnienia wynosiła 210 osób/km² (wśród 3020 gmin regionu Midi-Pireneje Saïx plasuje się na 117. miejscu pod względem liczby ludności, natomiast pod względem powierzchni na miejscu 835.).